# Tongzhi
Tongzhi (Pechino, 27 aprile 1856 – Pechino, 12 gennaio 1875) fu il nono imperatore della Cina appartenente alla dinastia Qing.

## Biografia
Unico figlio sopravvissuto dell'Imperatore Xianfeng e dell'Imperatrice vedova Cixi, tentò durante il suo regno di riformare l'impero. Salito al trono alla giovane età di cinque anni, dopo la morte del padre, la madre, l'Imperatrice vedova Cixi, l'Imperatrice vedova Ci'an e il Principe Gong, divennero suoi reggenti dopo aver deposto il precedente reggente Sushun. Tongzhi sposò seppur ancora giovanissimo, Xiao-Zhe, appartenente al clan mongolo degli Alute.
L'Imperatore morì a causa di una grave forma di vaiolo, chiamato variola vera, all'età di 18 anni. Venne sepolto nelle tombe della dinastia Qing, nella provincia dell'Hebei. Sulla sua morte, per molto tempo, sono aleggiate diverse maldicenze, una delle quali l'imperatore sarebbe morto per una malattia sessualmente trasmissibile, la sifilide, causata dai rapporti che teneva al di fuori della Città Proibita con alcune prostitute.
Dopo la sua morte, le due imperatrici vedove riassunsero la reggenza dell'impero dopo aver incoronato imperatore, il figlio del principe Yixuan, Guangxu. Pochi mesi dopo la morte dell'imperatore, anche l'imperatrice Xiao-Zhe morì. Secondo alcune voci, essa si suicidò dopo essere entrata in forte dissidio con l'imperatrice vedova Cixi.

## Consorti
1. Imperatrice Xiao Zhe Yi, del clan Alute (1854 - 1875)
2. Concubina imperiale Shushen (1860 - 1905)
3. Concubina imperiale Zhuanghe (1857 - 1921)
4. Concubina imperiale Jingyi (1856 - 1932)
5. Concubina imperiale Ronghui (1854 - 1933)